# Tethbae

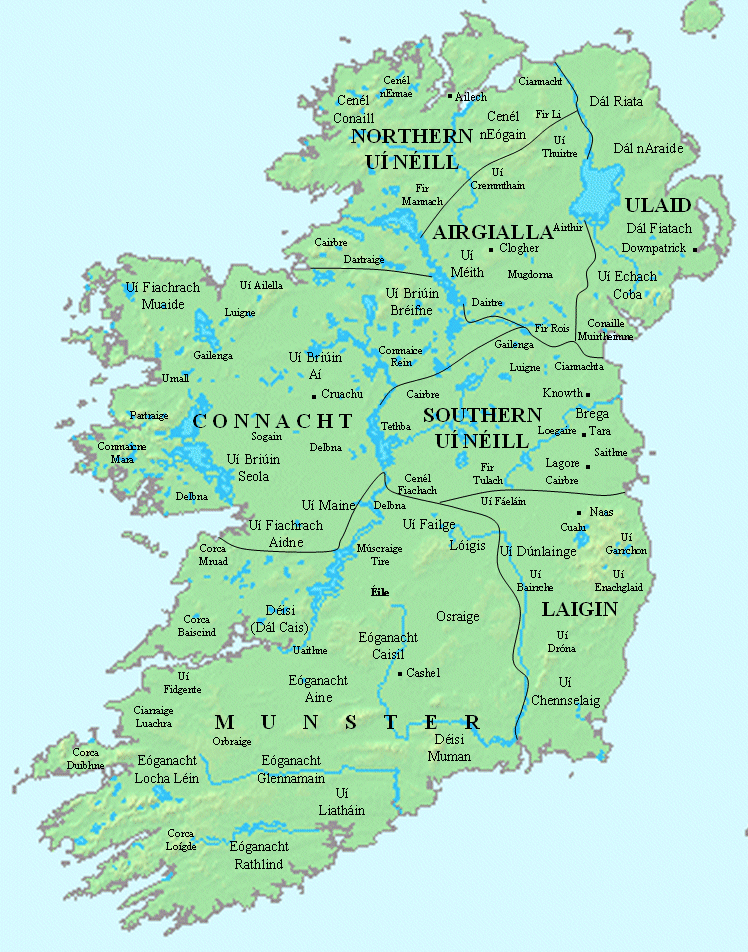
Antics pobles i regnes irlandesos. Se sol etiquetar com Tethba el sud de Tethbae, mentre que el nord se sol denominar Cairbre, un dels tres regnes anomenats així per Coirpre, o Cairbre, fill de Niall dels Nou Ostatges

Tethbae fou una confederació de túaithe al centre d'Irlanda durant l'edat mitjana. Es dividia en dos regnes, Tethba del nord, governada pels Cenél Coirpri; i Tethba del sud, pels Cenél Maini. Abastava parts del Comtat de Westmeath i quasi tot el Comtat de Longford, ara a l'extrem nord-occidental de la província de Leinster. En alguns casos, Tethbae podia referir-se només a Tethbae del sud.

## Dos Tethbae
Al començament de l'era cristiana, Tethbae pertanyia als Uí Néill del sud i les dinasties governants de tots dos regnes eren considerades membres de la dinastia Uí Néill en les genealogies medievals. Tethba del Nord —Tethbae Thúaiscirt—se situava a l'entorn de Granard, mentre que Tethba del Sud—Tethbae Deiscirt— prop d'Ardagh.
La divisió de Tethbae entre nord i sud es testimonia al s. VII. No sols era una divisió política i dinàstica. Les esglésies principals de tots dos territoris pertanyien a confederacions eclesiàstiques diferents. Granard s'associava amb Patrici d'Irlanda des de temps molt antics. L'obra de Tírechán es refereix a "les dues Tethbae" i afirma que Patrici establí bisbes en tots dos, Granard i Ardagh. Però malgrat que Granard s'inclou en la xarxa d'esglésies patrícies, Ardagh no. La figura clau en la tradició d'Ardagh fou el seu fundador, el bisbe Mél, segons els relats de Patrici, un nebot del sant. Ardagh, en l'època de Tírechán i en registres més antics, formava part de la confederació d'esglésies que prenien Brígida d'Irlanda com a principal patrona i buscaven el lideratge en l'església de Kildare.

## Cenél Coirpri
Les tradicions irlandeses medievals mostraven les terres de l'Uí Néill com conquestes de Niall dels Nou Ostatges i els seus fills. El fill de Niall, Coirpre, és l'avantpassat epònim de Cenél Coirpri. Junt amb Fiachu, degué encapçalar les primeres conquestes dels Uí Néill al cor d'Irlanda.
Tethbae del Nord, Cenél Coirpri Mór, és un de tres regnes nomenats per Coirpre mac Néill. Al nord-oest de Tethbae, a la riba de la badia de Donegal, era el regne de Cenél Coirpi Dromma Clíab. Al sud-est, al Comtat de Kildare, al voltant de Carbury, anomenat així per Coirpre, hi havia una tercera branca de Cenél Coirpri, però s'hi establí molt després. Aquesta alineació de territoris, juntament amb l'evidència dels Annals irlandesos, que inclouen una sèrie d'entrades que acrediten Coirpre per la conquesta del centre de l'illa, suggereix que el regne de Coirpre s'estengué en algun moment més de 100 milles.
A part del mateix Coirpre i el seu net Túathal Máelgarb, cap rei de Cenél Coirpri apareix en les llistes posteriors de reis suprems d'Irlanda. En els Annals d'Ulster i altres annals irlandesos s'esmenten prou, tot i que normalment només per informar de les seues morts. La majoria de reis són simplement "rei de Cenél Coirpri", malgrat que Conaing (m. 752) és anomenat "rei de Coirpri de Tethbae". Una entrada del 799 informa de les morts de dos reis de Coirpri, Murchad ua Cathail i Innrecht mac Artgaile, i mostra que el tron podia compartir-se. A més dels habituals informes analístics, Óengus Bronbachall, net de Túathal, és esmentat per Adamnà en la Vida de Sant Columba.
Almenys en temps més antics, els Cenél Coirpri pogueren ser prou importants com per atraure l'atenció d'escriptors hostils. La vida de Patrick de Tirechán declara que Coirpre fou maleït pel sant, al turó de Tara, que cap dels seus descendents seria Rei Suprem. Túathal Máelgarb és retratat pobrament per escriptors posteriors que relaten la vida de Diarmait mac Cerbaill, pot ser parent seu; i els seus descendents Clann Cholmáin i Síl nÁedo Sláine substituïren els descendents de Coirpre i Fiachu com a governants.
Al segle xi, Tethbae del Nord fou absorbit per l'expansionista Regne de Breifne, governat pels Ua Ruairc, una branca dels Uí Briúin de Connacht, i els seus clients els Conmaicne Réin.

## Cenél Maini
Mentre Coirpe mac Néill és una figura important en els annals i apareix en l'hagiografia de Tirechán; Maine, fill de Niall, no és esmentat per Tirechán, ni hi ha constància de les seues conquestes. És probable que la descendència de Niall dels Nou Ostatges per una línia mal testificada siga una ficció genealògica dissenyada per enfortir el control d'Uí Néill sobre les terres centrals. Els Cenél Maini degueren aparéixer com a part d'un regne de Uí Maine molt major que s'estenia des de la part oriental del Comtat de Galway pel Comtat de Roscommon, i passava el riu Shannon, fins al Comtat de Longford.
Tot i que oficialment part d'Uí Néill, cap rei de Cenél Maini fou considerat Rei Suprem d'Irlanda. La Vita tripartida Sancti Patricii, però, diu que els reis de Cenél Maini tenien un lloc privilegiat per escollir Reis Suprems, de manera semblant als d'Airgíalla, un altre grup que es creu associat amb els Connachta, dels quals els Uí Néill eren el grup principal, segons les ficcions genealògiques.
Els Cenél Maini ens han arribat representats en la noblesa irlandesa i Caps del Nom pels O'Kearney o Ó Catharnaig.